# مارك كوري
مارك كوري (22 سبتمبر 1979 بمانشستر في المملكة المتحدة - ) (بالإنجليزية: Mark Currie)‏ هو لاعب كريكت بريطاني. لعب مع نادي مقاطعة لانكشر للكريكت ‏ وCheshire County Cricket Club ‏.

## وصلات خارجية
- مارك كوري على موقع أرشيف الشارخ.
- مارك كوري على موقع إي آس بي آن كريك إنفو (الإنجليزية)